# Леордень (Муреш)
Леордень, Леордені (рум. Leordeni) — село у повіті Муреш в Румунії. Входить до складу комуни Георге-Дожа.
Село розташоване на відстані 258 км на північний захід від Бухареста, 10 км на південний захід від Тиргу-Муреша, 75 км на південний схід від Клуж-Напоки, 125 км на північний захід від Брашова.

## Населення
За даними перепису населення 2002 року у селі проживали 383 особи.
Національний склад населення села:
| Національність | Кількість осіб | Відсоток |
| -------------- | -------------- | -------- |
| угорці         | 368            | 96,1%    |
| румуни         | 15             | 3,9%     |

Рідною мовою назвали:
| Мова      | Кількість осіб | Відсоток |
| --------- | -------------- | -------- |
| угорська  | 368            | 96,1%    |
| румунська | 15             | 3,9%     |